# Song Dae-nam
Song Dae-nam (n. 5 aprilie 1979, Yongin, Coreea de Sud) este un judocan ce a reprezentat Coreea de Sud, medaliat olimpic. A participat la o ediție a Jocurilor Olimpice (2012) în care a câștigat o medalie de aur.

## Participări
Lista de mai jos prezintă principalele competiții la care a participat Song Dae-nam de-a lungul carierei.
- judo at the 2012 Summer Olympics – men's 90 kg[*]